# Lillian Board
Lillian Barbara Board (ur. 13 grudnia 1948 w Durbanie w Republice Południowej Afryki, zm. 26 grudnia 1970 w Monachium w Niemczech) – brytyjska lekkoatletka specjalizująca się w biegach sprinterskich i średniodystansowych, srebrna medalistka igrzysk olimpijskich z 1968 r. z Meksyku, w biegu na 400 metrów.
Za swoje osiągnięcia odznaczona została Orderem Imperium Brytyjskiego. Zmarła na raka jelita grubego. 

## Osiągnięcia
Źródło: 
Igrzyska olimpijskie
- 1968 – Meksyk, bieg na 200 metrów – eliminacje
- 1968 – Meksyk, bieg na 400 metrów – srebrny medal
- 1968 – Meksyk, sztafeta 4 × 400 metrów – 7. miejsce

Inne osiągnięcia
- 1969 – Ateny, mistrzostwa Europy – dwa złote medale, w biegu na 800 metrów oraz w sztafecie 4 × 400 metrów

## Rekordy życiowe
- bieg na 100 metrów – 11,9 – 1969
- bieg na 200 metrów – 23,52 – 1968
- bieg na 400 metrów – 52,12 – 1968
- bieg na 800 metrów – 2:01,4 – 1969

Źródło: 